# Lycaugesia rubripicta
Lycaugesia rubripicta là một loài bướm đêm trong họ Noctuidae.